# وضع في صندوق (فلم)
وُضع في صندوق (بالإنجليزية: Boxed)، هُو فيلم قصير أمريكي صدر سنة 2019 وأخرجه وانجيرو نجيندو.

## وصلات خارجية
- وضع في صندوق  في قاعدة بيانات الأفلام على الإنترنت (بالإنجليزية)